# Marijan Molé
Marijan Molé (28 juillet 1924 à Ljubljana - 6 mai 1963 à Paris) était un spécialiste slovène-polonais des études iraniennes (moyen persan et persan moderne). Il a également travaillé dans le domaine des études islamiques, en particulier dans le champ des études sur le soufisme. Il fut l'un des iranologues les plus doués de sa génération.

## Biographie

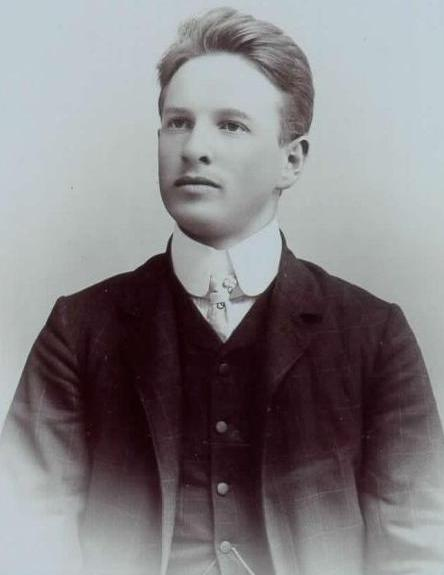
Le père, Vojeslav Mole, en 1906.

Le père de Marijan, Vojeslav Molé (de) (1886-1973), était un écrivain et historien de l'art slovène. Il est professeur  à l'Université de Ljubljana, mais en 1925, il s'installe en Pologne, pays d'origine de la mère de Marijan, où il est professeur invité à l'université de Cracovie. Très jeune déjà, Marijan Molé s'intéresse à la linguistique et aux mathématiques. Lorsque la Seconde Guerre mondiale éclate, sa famille se réfugie à Leopoli en Ukraine, mais bientôt, le père de Marijan préfère retourner à Cracovie, qu'il quitte cependant bientôt (afin d'échapper à la déportation des professeurs d'université) pour rentrer à Ljubljana et travailler comme professeur d'études byzantines. En 1942-1943, Marijan étudie la linguistique slave et indo-européenne, et il est chargé de cours dans un séminaire sur les études études indo-européennes. 
Après la guerre, il rentre en Pologne, et poursuit ses études à l'Université de Jagellon de Cracovie. Mais en 1947, il abandonne définitivement la linguistique et se consacre désormais à la philologie iranienne et à l'histoire des religions. Dans ces deux champs d'études (à quoi s'ajoute bientôt le soufisme), il produit une œuvre considérable. 

### Installation en France
Il obtient son doctorat en philologie iranienne sous la direction de Tadeusz Jan Kowalski à l' Université Jagellon. En 1949, le gouvernement français l'invite à poursuivre ses études à Paris. Il suit les cours d'Émile Benveniste, Jean de Menasce (dont il deviendra très proche et qui sera pour lui une figure importante), Henry Corbin and Henri Laoust et encore Louis Massignon, et décide de s'installer définitivement en France. En 1952, il est diplômé de l'EPHE. Le 10 avril 1955, il épouse Éliane Janet — le mariage sera célébré par J. de Menasce.  

### Iran, shiisme et soufisme
Pendant le semestre d'hiver 1955-1956, il se rend pour la première fois en Iran, pour un premier séjour de six mois. C'est à cette occasion qu'il se tourne sérieusement vers les études iraniennes de la période islamique, en particulier le shiisme et le soufisme. Il décide donc de travailler plus longtemps dans ce pays et il devient pensionnaire, de 1956 à 1959, de l'Institut français de recherche en Iran, à Téhéran, fondé en 1947 et dirigé par Henry Corbin. Un fils, Christian, né au cours de ce séjour. Durant cette période, il complète sa thèse de doctorat, Le problème zoroastrien et la tradition mazdéenne, défendue à la Sorbonne en 1958 et publiée en 1963 sous le titre Culte, Mythe et Cosmologie dans l’Iran ancien. En Iran, il se passionne pour l'islam, et se lance dans divers projets de recherche sur le soufisme, armé de sa maîtrise du persan. 
À son retour définitif à Paris, Molé peine à trouver un poste fixe qui mettrait sa famille à l'abri des soucis financiers. Il est pressenti par J. de Menasce pour lui succéder, mais la situation est compliquée. Son précédent statut d'attaché de recherches ne lui permet par de faire partie du personnel fixe de l'EPHE, et le problème semble difficile à résoudre. En 1960, il est toutefois nommé chargé de recherche à l'EPHE, ce qui permet à sa famille de voir les problèmes financiers s'éloigner. 

### Fin de vie
En 1963, la situation de M. Molé est bonne: il a une situation stable, sa thèse de quelque 600 pages vient d'être publiée sous le titre Culte, mythe et cosmologie dans l'Iran ancien : Problème zoroastrien et la tradition mazdéenne. Une série d'articles doivent être publiés en Iran. À la mi-avril, la famille se rend chez la mère d'Éliane à Fort-du-Plasne (Jura), pas très loin de la frontière avec la Suisse. Marijan Molé doit retourner à Paris afin de régler des questions professionnelles. Mais, alors qu'il écrivait quotidiennement à sa femme, celle-ci reste sans nouvelle durant une semaine. Quand elle retourne à Paris, le 6 mai 1963, pour voir ce qui se passe, elle trouve son mari mort dans leur appartement. Selon la version officielle, à la suite d'un suicide, mais à ce jour, on ignore la cause exacte de sa mort,).  
Marijan Molé avait 39 ans, et il était déjà considéré comme l'un des iranistes les plus doués de sa génération. Il est enterré à Fort-du-Plasne. 

## Champs de recherche
Marijan Molé a publié sept livres et une cinquantaine d'articles. Il semble bien que ces articles aient été des travaux préparatoires pour des publications plus conséquentes, en particulier sa thèse dans laquelle il a pu établir les structures du zoroastrisme dans ses composantes rituelles et mythiques. Ces recherches sont une preuve de son intérêt pour le mythe et les courants religieux de la période sassanide. En ce qui concerne ses travaux sur l'islam et le soufisme, Philippe Gignoux estime que cela « peut être considéré comme un passe-temps ».

### L'Iran ancien
Molé s’est beaucoup intéressé à l’Iran préislamique. Disciple de Dumézil, il reprend sa conception de la structure sociale indo-européenne en trois parties, et il montre qu’on en retrouve un parallèle dans l’Inde védique et la Grèce antique. Ce faisant il propose aussi une analyse novatrice du dieu iranien Yima (le premier homme, géniteur de la race humaine et fils du soleil). Il publie plusieurs articles autour de la question de la structure triadique dans le Journal Asiatique, et certains d’entre eux ont provoqué de vifs débats académiques.
Il s’est aussi penché sur le « problème zurvanien » (titre d’une publication parue en 1959), auquel il a consacré aussi plusieurs articles. Il a en particulier critiqué les travaux de R.C. Zaehner qui concluaient à l’existence d’une religion zurvanite. Pour Mollé, le zurvanisme n’était pas une religion issue du zoroastrisme, mais une forme de la religion iranienne.
Son œuvre majeure est sa thèse de doctorat, Culte, Mythe et Cosmogonie dans l'Iran ancien dans laquelle il définit le zoroastrisme ancien, montrant, selon Philippe Gignoux, que « l'accomplissement de Zoroastre n'était pas une réforme éthique anti-ritualiste, mais plutôt le résultat d'une évolution graduelle d'éléments essentiels à la religiosité indo-iranienne dans laquelle le rituel du sacrifice joue un rôle majeur. »  A sa thèse, on peut ajouter La légende de Zoroastre qui est essentiellement un recueil de textes traduits à l'appui de son argumentation. L’iranologue Gherardo Gnoli a d’ailleurs relevé que la thèse de M. Mollé constitue « la plus vaste anthologie de textes religieux pahlavi ». 

### L'islam
Les travaux sur l'islam sont bien moins nombreux. Ils datent essentiellement des années à Téhéran, lorsque M. Molé travaillait aux côtés d'Henry Corbin. On relèvera d'abord quatre articles publiés dans la collection « Sources Orientales » aux éditions du Seuil.

## Publications

### Articles
- (pl) « Na prograniczu czterech światów » (À la frontière de quatre mondes), Młodej Rzeczypospolitej 27 (8—15 grudnia 1946).
- (pl) « Kilka uwag o rozwoju prasłowiańskiego systemu wokalicznego w porównaniu z niektórymi innymi językami indoeuropejskimi » (Quelques remarques sur le développement du système vocalique protoslave en comparaison avec certaines autres langues indo-européennes), Sprawozdania Polskiej Akademii Umiejętności XLIX, n° 1 (Cracovie, 1948), p. 18–21.
- (pl) « Z historii prasłowiańskiego ě w słoweńskim » (De l'histoire du proto-slave ě en slovène), Rocznik Slawistyczny 16 (1948), p. 24–7.
- « Contributions à l’étude du genre grammatical en hittite », Rocznik Orientalistyczny 15 (Cracovie, 1948), p. 25–62.
- (pl) « Rustam a Krsāspa. Przyczynek do badań nad formacją eposu irańskiego » (Rustam a Krsāspa. Une contribution à l'étude de la formation de l'épopée iranienne), Sprawozdania PAU XLIX, no 6 (1948), p. 269–72.
- (pl) « Legenda o Yamie w 2. fargardzie Vendidād i początki dualizmu irańskiego » (La légende de Yama dans le 2e fargard du Vendidād et les origines du dualisme iranien), Sprawozdania PAU XLIX, no 7 (1948), p. 355–9.
- (en) « Iranian Notes », Poznaniensis 1 (Poznań, 1949), p. 244–51.
- (pl) « Wyrazy irańskie w Piśmie św. » (Mots iraniens dans les Écritures), Ruch Biblijny i Liturgiczny (Cracovie, 1950).
- (pl) « Problem lokalizacji języka awestyjskiego » (Le problème de la localisation de la langue avestique), Biuletyn Polskiego Towarzystwa Językoznawczego 10 (Cracovie, 1950), p. 156–7.
- « Garshāsp et les Sagsār », 3, 1951, p. 128–38.
- « Les implications historiques du prologue du Livre d’Artā Vīrāz (en) », Revue de l’histoire des religions (1951), p. 35—44. [lire en ligne (page consultée le 25 février 2023)]
- « Riassunto del precedente », Proceedings of the 7th Congress for the History of Religions, Amsterdam, 4—9 Septembre 1950, p. 135–7.
- « La structure du premier chapitre du Vidēvdāt », Journal Asiatique n° 239, 1951, p. 283–98.
- « Un poème "persan" du comte de Gobineau », La Nouvelle Clio n° 4, 1952, p. 116–30.
- (en) « Some Remarks on the Nineteenth Fargard of the Vidēdvāt », Rocznik Orientalistyczny 16 (Cracovie, 1949), p. 281–9 (Mélanges Th. Kowalski).
- « Le partage du monde dans la tradition iranienne », Journal Asiatique vol. 240, n° 4, 1952, p. 455–63.
- « Deux aspects de la formation de l’orthodoxie zoroastrienne », Annuaire de l’Institut de Philologie et d’Histoire Orientales et Slaves 12, 1952, p. 289–324 (Mélanges Henri Grégoire IV).
- « L’épopée iranienne après Firdōsī », La Nouvelle Clio n° 5, 1953, p. 377–93 (Mélanges A. Dupont-Sommer).
- « Le partage du monde dans la tradition iranienne. Note complémentaire », Journal Asiatique 241, no 2 (1953), p. 271–3.
- « Compte rendu de Sven S. Hartman, Gayōmart. Étude sur le syncrétisme dans l’ancien Iran », RHR 146 (1954/2), p. 228–31.
- « La religion iranienne et le zoroastrisme », Atti dell’VIII Congresso Internazionale di Storia delle Religioni a Roma, 18 aprile 1955, p. 206–9.
- « La version persane du Traité des dix principes de Najm al-Dīn Kobrā par ‘Alī b. Shihāb al-Dīn, Farhang-e Īrān Zamīn, 6, 1338 h. p. 38–66.
- « Naqšbandiyāt I: Quelques traités naqšbandis », Farhang-e Īrān-Zamīn 5, 1337 h, p. 273–323.
- « Un ascétisme moral dans les livres pehlevis », RHR vol. 155, n° 1, 1959, p. 145–90.
- « L’ordre des Gāthās », Akten des XXIV. Internazionalen Orientalisten-Kongresses, Monaco, 30 août 1957), p. 474.
- « La naissance du monde dans l’Iran préislamique » in Sources Orientales I: La naissance du monde, Paris, Seuil, 1959, p. 299–328.
- « La guerre des Géants selon le Sūtkar nask », Indo-Iranian Journal 3, 1959, p. 282–305.
- « Autour du Daré Mansour: L’apprentissage mystique de Bahā’ al-Dīn Naqshband », Revue des Études Islamiques, 1959, p. 35–66 [lire en ligne (page consultée le 25 février 2023)].
- « Le problème zurvanite », Journal Asiatique 248, 1959, p. 431–69.
- « Deux notes sur le Rāmāyana », Hommages à Georges Dumézil , Bruxelles, Latomus, Coll. Latomus XLV, 1960, p. 140–50.
- « Daēnā, le pont Činvat et l’initiation dans le Mazdéisme », RHR 157, 1960, p. 155–85.
- Comptes-rendus: « 1. Ringbone, Paradisus Terrestris; 2. J. Aubin, Matériaux pour la biographie de Shāh Ni‘matullāh Walī Kermānī; 3. Gölpinarlī, Vilāyet-nāme », RHR 157, n° 2, 1960, p. 250–1, 253—6, 256. [lire en ligne (page consultée le 26 février 2023)]
- « Vīs u Rāmīn et l’histoire seldjoukide », Annali dell’Istituto Orientale di Napoli , NS 9, 1960, p. 1—30.
- « Compte rendu de Humbach, Die Gāthās des Zarathustra », RHR 158, 1960, p. 83–9.
- « Rituel et eschatologie dans le mazdéisme », Numen 1, 1960), p. 148–60.
- « Le jugement des morts dans l’Iran préislamique », Sources Orientales IV: Le jugement des morts, Paris, Seuil, 1961, p. 146–75.
- « Naqšbandiyāt III », Farhang-e Īrān-Zamīn 8, 1339 h., p. 72–134.
- « Réponse à M. Duchesne-Guillemin », Numen 8 (1961), p. 51–63.
- « Un traité de ‘Alā’ al-Dawla Simnānī sur ‘Alī b. Tālib (= Kubrawiyāt IV) », Bulletin d’Études Orientales de l’Institut français de Damas 16, 1958 - 1960), p. 61–99.
- Comptes-rendus: « 1. Religiosa; 2. Rypka, Iranische Literaturgeschichte », RHR 159, 1961, p. 226–30, 250—2.
- « Kubrawiyāt II: ‘Alī b. Şihābeddīn-i Hamadānī’nin Risāla-i Futuvvatiyya’si », Şarkiyet Mecmuasi IV, 1961, p. 33–72.
- « Le problème des sectes zoroastriennes dans les livres pehlevis » Oriens 13-14, 1960–61, p. 1–28.
- « La lune en Iran ancien », Sources Orientales VI: La lune. Mythes et Rites, Paris, Seuil, 1962, p. 219–29.
- « Temps et sacrifice dans la religion zoroastrienne », Bulletin de la Société Ernest-Renan, NS 10, 1961, p. 124–6.
- « Les Kubrawiya entre sunnisme et shiisme aux huitième et neuvième siècles de l’hégire », Revue des Études Islamiques 29, 1961, p. 61–142.
- « Professions de foi de deux Kubrawīs: ‘Alī-i Hamadānī et Muhammad Nūrbakhsh », Bulletin d’Études Orientales de l’Institut français de Damas 17, 1961-1962, p. 133–204.
- « Une histoire du mazdéisme est-elle possible? — Notes et remarques en marge d’un ouvrage récent (Premier Article) », RHR 162 n° 2, 1962, p. 45-67.
- « Yasna 45 et la cosmogonie mazdéenne »"", ZDMG 112, Hf. 2, 1962, p. 345—52.
- « Traités mineurs de Nağm al-Dīn Kubrā », Annales Islamologiques 4, Le Caire, 1963, p. 1-78.

#### Posthumes
- « La danse extatique en islam », Sources Orientales VI: Les Danses Sacrées, Paris, Seuil, 1963, p. 145—280.
- « Entre le mazdéisme et l’islam: la bonne et la mauvaise religion », Mélanges d’orientalisme offerts à Henri Massé à l’occasion de son 75e anniversaire / G. C. Anawati, A. J. Arberry, H. W. Bailey [et al.], Téhéran, 1963, p. 303-16
- (en) « There is a time for everything », Dr J. M. Unvala Memorial Volume [ii], xviii, Bombay, 1964
- Compte-rendu: « J. K. Teufel. Eine Lebensbeschreibung des Scheichs ‘Ali-i Hamadani (gestorben 1385). Die Xulāsat ul-manāqib des Maulānā Nur ud-Din Ca‘far-i Badaxsi (Leiden: Brill, 1962) », ZDMG 114, n° 2,  1964, p. 437-8.

### Ouvrages
- Marijan Molé (Éd.), ‘Azīzoddīn Nasafī, Le Livre de l’Homme Parfait (Kitāb Insān al-Kāmil). Recueil de traités de soufisme en persan publiés avec une introduction, Paris, Maisonneuve, coll. « Bibliothèque Iranienne » (no 11), 1962 (présentation en ligne)
- Culte, mythe et cosmologie dans l’Iran ancien. Le problème zoroastrien et la tradition mazdéenne, Paris, PUF, 1963, xxxi-597 p.

#### Posthumes
- Les mystiques musulmans, Paris, PUF, 1965; rééd. Paris, Les Deux Océans, 1982.
- L’Iran ancien, Paris, 1965 ; traduit en persan: Irān bāstān, Téhéran, 1977.
- La légende de Zoroastre selon les textes pehlevis, Paris, Travaux de l’Institut d’Études Iraniennes 3, 967, 1993.